# Rhind-papirusz

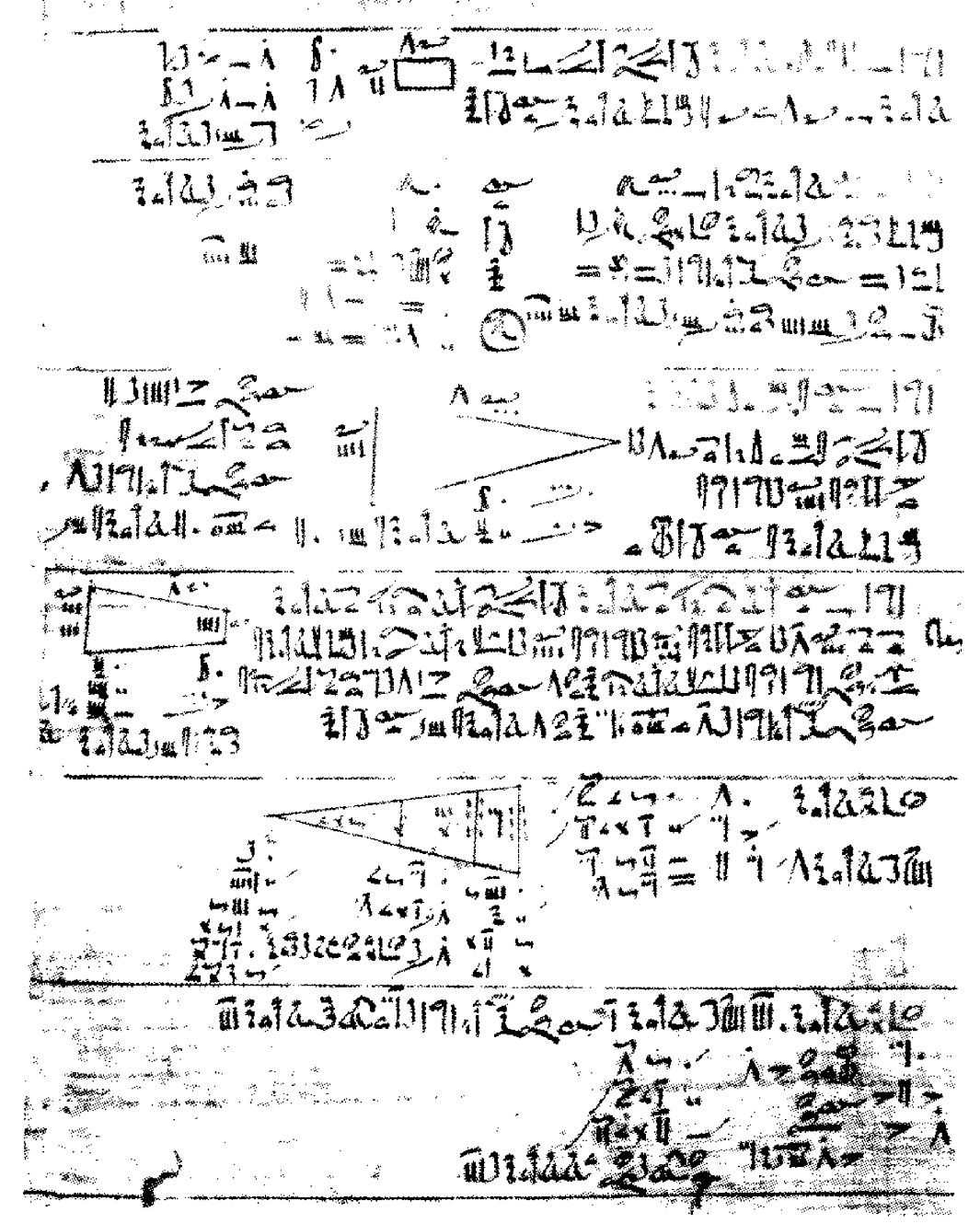
Részletek a Rhind-papiruszról

A Rhind-papirusz egy óegyiptomi, számtannal és mértannal foglalkozó papirusztekercs, amelyet Jahmesz (Ahmesz) írnok másolt Kr. e. 1550 táján, egy korábbi, valószínűleg Kr. e. 1850 körül keletkezett mű alapján. Nevét Alexander Henry Rhind skót régiségkereskedőről kapta, aki 1858-ban megvásárolta Luxorban. Másolójáról szokás még Ahmesz-papirusznak is nevezni. Ez a mű az egyik legismertebb és legfontosabb ókori egyiptomi matematikai dokumentum.

## Felfedezése
1858-ban Alexander Henry Rhind skót régiségkereskedő és amatőr egyiptológus Egyiptomban járt, részben tüdőbetegségének enyhítése céljából. Luxorban vásárolt meg egy szokatlanul nagy, de sérült papirusztekercset, amelyet a beszámolók szerint Thébában, a Ramesseum közelében találtak egy épület romjai között. A tekercs nagy része később a British Museum tulajdonába került. A hiányzó középső töredékeket később azonosították a New-York Historical Society gyűjteményében (ma a Brooklyn Museumban vannak letétben).

## Kora
Az írás bevezetőjében Jahmesz írnok a következőket jegyezte fel: „Ezt az iratot a 33. uralkodási évben, az áradás évszak 4. hónapjában (őfelsége Felső-) és Alsó-Egyiptom királya Aauszerré (Apóphisz) alatt – aki élettel legyen megáldva – másolták régi iratok alapján. Készíttetett Felső- és Alsó-Egyiptom királya Nimaatré (III. Amenemhat) alatt”
Tehát az eredeti irat, amelyről Jahmesz másolt, a Középbirodalom idején, III. Amenemhat fáraó uralkodása alatt (kb. Kr. e. 1860–1814) készült. Valószínűsíthető, hogy ez az eredeti irat is még korábbi ismeretanyagot foglalt össze, amelynek gyökerei akár Kr. e. 2000 környékére is visszanyúlhatnak. A Jahmesz által készített másolat a második átmeneti korra, a hükszosz XV. dinasztia uralkodójának, Apóphisznak az idejére datálható (kb. Kr. e. 1550).

## Jahmesz, az írnok
Írnokként valószínűleg jártas volt a gyakorlati számításokban, amelyek szükségesek lehettek gazdasági, földmérési vagy műszaki jellegű feladatok ellátásához. Jahmesz nem feltétlenül volt kiemelkedő matematikus, mivel a papiruszon több számítási hibát is vétett. Elképzelhető azonban, hogy ezek egy része az eredeti szöveg pontos másolásából adódik, és nem akarta megváltoztatni az elődök munkáját.

## A papirusz tartalma
A tekercs a mindennapi élethez kapcsolódó aritmetikai és geometriai feladatokat tartalmaz. A 84 (vagy a számozástól függően ettől kissé eltérő számú) probléma között találhatóak számolástechnikai eljárások, egyszerű egyenletek megoldásai, terület- és térfogatszámítási feladatok.
A gyűjtemény bemutat példákat a következők kiszámítására: trapéz és más síkidomok területe, csonkagúla és henger térfogata, számtani és mértani sorozatok összege, valamint elsőfokú egyismeretlenes egyenletek („aha-feladatok”) megoldása. A papirusz foglalkozik háromszögekkel, például a piramisok oldalának dőlésszögével (szeked) kapcsolatos számításokban, de a Pitagorasz-tétel explicit megfogalmazását nem tartalmazza.
Példák és megoldások
Az egyiptomiak az alapműveleteket igyekeztek összeadásra visszavezetni. Így a szorzást ismételt kétszerezéssel és összeadással végezték el:
Szorzás: 12 × 12

```
 1 × 12 =  12

 2 × 12 =  24
```

/ 4 × 12 =  48

/ 8 × 12 =  96
Ezután megkeresték azokat a szorzókat az első oszlopban, amelyek összege kiadja a keresett szorzót (itt 12 = 4 + 8), majd összeadták a nekik megfelelő értékeket a második oszlopban a „/” jellel megjelölt sorokban: 48 + 96 = 144.
A megoldásban kulcsszerepe van annak, hogy az egyből folyamatos kétszerezéssel rendre olyan számokat kapunk (a kettő hatványait), melyek összegzéséből az első tényező (itt a 12) előállítható. Felmerülhet a kérdés, hogy minden természetes szám előállítható-e ilyen módon. Azonban bármely természetes szám felírható kettes számrendszerben, vagyis a kettő hatványainak összegeként. Ezért bármely két természetes szám szorzása végrehajtható ezzel az „egyiptomi módszerrel”.
Osztás: 1120 ÷ 80

„Szorozd 80-at annyiszor, míg 1120-at kapsz!” (Valójában itt is kétszerezést alkalmaztak.)

Megoldás:

```
 1 × 80 =  80
```

/ 2 × 80 = 160

/ 4 × 80 = 320

/ 8 × 80 = 640

(16 × 80 = 1280, ez már túl nagy.)

Megkeresték a jobb oldali oszlopban azokat a számokat, amelyek összege kiadja az osztandót: 160 + 320 + 640 = 1120. Ezután összeadták a bal oldali oszlop megfelelő számait (a „/” jellel jelöltekét): 2 + 4 + 8 = 14.

Tehát 1120 ÷ 80 = 14.
Az 50. probléma a kör területének közelítő kiszámításával foglalkozik. Eszerint a 9 egységnyi átmérőjű kör területe megegyezik a 8 egységnyi oldalú négyzet területével. Ez mai jelöléssel azt jelenti, hogy a kör területe A = (8/9 * átmérő)² = (8/9 * 9)² = 8². Ha ezt összevetjük a modern A = πr² = π(d/2)² képlettel:
π(9/2)² ≈ 8²
ahonnan a pi értékére π ≈ 4 × (8/9)² = 4 × 64/81 = 256/81 ≈ 3,1605 közelítést kapjuk. Ez figyelemre méltóan pontos érték az ókorban, kevesebb mint 1%-kal tér el a π valódi értékétől (kb. 3,1416).